# جم ییلماز
جم ییلماز کمدین، بازیگر، فیلمساز و کاریکاتوریست اهل ترکیه و متولد ۲۳ آوریل ۱۹۷۳ در شهر استانبول است. او جزو شیعیان ترکیه میباشد.

## زندگی‌نامه
جم ییلماز متولد ۱۹۷۳ شهر استانبول پدیده سینمای ترکیه در سال ۱۹۹۸ با فیلم همه چیز روبراه خواهد شد پا به سینما گذاشت.
در حالی که در رشته جهانگردی و مدیریت هتل در دانشگاه Boğaziçi در حال تحصیل بود شروع به طراحی کاریکاتور برای یک مجله طنز ترکی به نام دلبر شد.
او در کنار بازیگری با نوشتن فیلمنامه تردست (به ترکی استانبولی: Hokkabaz) و فیلم‌های دیگری مانند G.O.R.A (پرفروش‌ترین فیلم تاریخ سینمای ترکیه تا این لحظه توانست شهرت خود را از یک کمدین کلوب‌های شبانه تا حد یک مؤلف ارتقاء دهد. او که با ترسیم کاریکاتور وارد دنیای هنر شده بود، خیلی زود این کاریکاتورها را از تصویر به کلام و سپس نقش تبدیل کرد. بازی وی در چهار نقش در فیلم G.O.R.A. از اتفاقات نادر سینمای ترکیه بود. شهرت او هم‌اکنون حتی به عنوان یک بازیگر نمایش‌های تک نفره در کشورش آن چنان رو به افزایش گذاشته که حضورش به عنوان هنرپیشه میهمان در نقشی حتی چند ثانیه‌ای در یک فیلم سینمایی می‌تواند ضامن موفقیت تجاری آن باشد. از طرف دیگر، وی تبدیل به چهره ثابت فیلم‌های تبلیغاتی شده و اینک برای اولین بار روی صندلی کارگردانی هم نشسته‌است.
دراوت سال ۱۹۹۵ در یک برنامه کمدی به نام Leman Culture Center که به صورت stand-up comedy show برگزار می‌شد شرکت کرد که با استقبال خوبی از طرف مخاطبان‌اش قرار گرفت. سپس فعالیت خود را در مرکز فرهنگی بشیکتاش (به ترکی استانبولی: Beşiktaş) ادامه داد که به محبوبیت خوبی دست یافت بطوریکه مخاطبان این برنامه حاضر به پرداخت ۲۵۰ لیر ترکیه (حدود۲۱۰ دلار) برای بلیط آن شدند.
اولین فیلم حرفه‌ای وی با عوان همه چیز خیلی خوب خواهد شد (به ترکی استانبولی: Herşey Çok Güzel Olacak) در سال ۱۹۹۷ به اکران عمومی درآمد؛ و در ادامه با فیلم‌هایی مانند Vizontele و İşler و رامون ادامه یافت. آخرین فیلم وی Yahşi Batı در در روزهای آغازین سال ۲۰۱۰ بر پرده سینماها قرار گرفت.

## فیلم‌شناسی
| فیلم‌ها | فیلم‌ها                                                                 | فیلم‌ها   | فیلم‌ها    | فیلم‌ها   | فیلم‌ها   | فیلم‌ها                  | فیلم‌ها                                                                          |                           |
| سال    | نام                                                                    | به عنوان | به عنوان  | به عنوان | به عنوان | به عنوان                | یاداشت                                                                          |                           |
| سال    | نام                                                                    | کارگردان | تهیه‌کننده | نویسنده  | بازیگر   | نقش                     | یاداشت                                                                          |                           |
| ------ | ---------------------------------------------------------------------- | -------- | --------- | -------- | -------- | ----------------------- | ------------------------------------------------------------------------------- | ------------------------- |
| ۱۹۹۸   | Everything's Gonna Be Great (ترکی استانبولی: Her Şey Çok Güzel Olacak) |          |           | آری      | آری      | Altan Çamlı             |                                                                                 |                           |
| ۲۰۰۱   | ویزیون تله                                                             |          |           |          | آری      | Fikri                   |                                                                                 |                           |
| ۲۰۰۴   | G.O.R.A.                                                               |          |           | آری      | آری      | Arif Işık/Komutan Logar |                                                                                 |                           |
| ۲۰۰۵   | Organize İşler                                                         |          |           | آری      | آری      | Müslüm Duralmaz         | Won Sadri Alışık Best Supporting Actor award                                    |                           |
| ۲۰۰۶   | The Magician (ترکی استانبولی: Hokkabaz)                                | آری      |           | آری      | آری      | İskender Tünaydın       | Won BIIFF and Sadri Alışık Best Actor awards                                    |                           |
| ۲۰۰۷   | فیلم زنبور                                                             |          |           |          | آری      | Barry B. Benson         | Voice actor (Turkish dub)                                                       |                           |
| ۲۰۰۸   | A.R.O.G                                                                | آری      | آری       | آری      | آری      | Arif Işık/Komutan Logar |                                                                                 |                           |
| ۲۰۱۰   | Yahşi Batı                                                             |          | آری       | آری      | آری      | Aziz Vefa               |                                                                                 |                           |
| ۲۰۱۰   | Arthur and the Revenge of Maltazard                                    |          |           |          | آری      | Arthur                  | Voice actor (Turkish dub)                                                       |                           |
| ۲۰۱۰   | Zephyr (ترکی استانبولی: Zefir)                                         |          |           |          | آری      |                         | Voice actor (special appearance)                                                |                           |
| ۲۰۱۰   | فصل شکار (ترکی استانبولی: Av Mevsimi)                                  |          |           |          | آری      | "Crazy" İdris           |                                                                                 |                           |
| ۲۰۱۳   | CM101MMXI FUNDAMENTALS                                                 |          | آری       | آری      | آری      |                         | Theatrical release of جم ییلماز's latest stand up show, CM101MMXI FUNDAMENTALS. |                           |
| ۲۰۱۴   | The Water Diviner                                                      |          |           |          | آری      | Sergeant Jemel          |                                                                                 | - وب سایت رسمی - ویکی‌پدیا |